# گرینگوی پیر

گرینگوی پیر (به اسپانیایی: Gringo viejo) سرنوشت خیالی امبروز بیرس نویسنده سرشناس آمریکایی را در انقلاب مکزیک می‌باشد. این رمان در سال ۱۹۸۵ توسط کارلوس فوئنتس نگاشته شده‌است. بیرس که در اواخر قرن نوزدهم و اوایل قرن بیستم با کتاب‌ها و مقالات خود جنجال‌های فراوانی را در آمریکا به پا کرده بود در سال ۱۹۱۳ در سن ۷۱ سالگی به سرزمین مکزیک می‌رود تا به انقلاب بپیوندد اما رد او گم می‌شود و کسی از سرنوشتش با خبر نمی‌گردد. یکی از عوامل فرار بی یرس از آمریکا مشاهده بی عدالتی و بی صداقتی در میان ارباب جراید این کشور است. این رمان همچنین اشاره ای به تهاجم آمریکا به بندر وراکروز مکزیک دارد و از آن انتقاد می‌کند.
این اثر توسط عبدالله کوثری به فارسی برگردانده شده و توسط نشر طرح نو به چاپ رسیده‌است.